# Zameo ih vjetar
 Ovo je glavno značenje pojma Zameo ih vjetar. Za istoimeni film pogledajte Zameo ih vjetar (1939.).
Zameo ih vjetar (eng. Gone with the Wind), u Hrvatskoj poznat i kao Prohujalo s vihorom, je povijesno-ljubavni roman  američke spisateljice Margaret Mitchell, prvi put objavljen 30. lipnja 1936. godine. Radnja je smještena u okrug Clayton, Georgia i grad Atlantu, tijekom američkoga građanskog rata i poslijeratne Rekonstrukcije. Radnja opisuje doživljaje Scarlett O'Hara, razmažene kćeri bogatoga južnjačkog plantažera.
Margaret Mitchell počela je pisati Zameo ih vjetar 1926., da bi skratila vrijeme oporavljajući se od ozljede zadobivene u automobilskoj nesreći. Harold Latham Macmillan, urednik koji je bio u potrazi za novim pričama, je u travnju 1935. pročitao što je napisala i zaključio da bi se to moglo dobro prodavati. Nakon što je Latham pristao objaviti knjigu, Mitchell je radila na njoj još šest mjeseci da bi provjerila povijesne podatke, a uvodno poglavlje je nekoliko puta iznova pisala. Mitchell i njezin suprug John Marsh, tiskar po zanimanju, uredili su konačnu inačicu romana. Mitchell je prvo napisala posljednje događaje u knjizi, a tek potom događaje koji su im prethodili.
O tome što se dogodilo s njezinim glavnim likovima, Rhettom i Scarlett, nakon završetka romana, Mitchell je rekla da ne zna, te dodala: "Koliko ja znam, Rhett je možda pronašao nekoga tko je manje naporan."
Mitchell je za roman dobila Pulitzerovu nagradu za književno djelo 1937. godine. Knjiga je 1939. poslužila kao predložak za istoimeni američki povijesni ep s Vivien Leigh i Clarkom Gableom u glavnim ulogama.